# Jordan Bakałow
Jordan Iwanow Bakałow, bułg. Йордан Иванов Бакалов (ur. 1 września 1960 w Asenowgradzie) – bułgarski polityk, inżynier i nauczyciel akademicki, poseł do Zgromadzenia Narodowego, w 2014 minister spraw wewnętrznych.

## Życiorys
Z wykształcenia inżynier, w 1987 został absolwentem wyższego instytutu chemiczno-technologicznego w Sofii, a w 1998 ukończył studia z handlu zagranicznego na Uniwersytecie w Płowdiwie. Doktoryzował się w 2009 z zakresu organizacji i zarządzania. Pracował jako inżynier, zajął się także działalnością akademicką. W 2012 został docentem i wykładowcą bezpieczeństwa narodowego na Nowym Uniwersytecie Bułgarskim.
Zaangażował się w działalność polityczną w ramach Związku Sił Demokratycznych, wszedł w skład władz krajowych tej partii. Od 1997 do 2013 sprawował mandat posła do Zgromadzenia Narodowego 38., 39., 40. i 41. kadencji.
W sierpniu 2014 objął urząd ministra spraw wewnętrznych w przejściowym gabinecie, którym kierował Georgi Bliznaszki. Sprawował go do czasu powołania nowego rządu w listopadzie tego samego roku. W 2015 przez kilka miesięcy był dyrektorem bułgarskiego wywiadu wojskowego.